# محیا دارابیان
محیا دارابیان (زادهٔ ۱۹ خرداد ۱۳۸۱ در زنجان) ورزشکار رشته سنگ‌نوردی اهل ایران است. او در سن ۱۳ سالگی موفق شد عنوان جوان‌ترین مدال‌آور تیم ملی بزرگسالان سنگ‌نوردی ایران را از آن خود کند. دارابیان بیش از ۵ مدال طلا در مسابقات قهرمانی آسیا در کارنامه خود دارد و رکورددار سرعت زنان ایران با ثبت تایم ۷٫۷۶ ثانیه است.
دارابیان بیش از ۴۵ مدال کشوری و آسیایی در کارنامه خود دارد. او از ۹ سالگی به‌واسطه فعالیت پدرش به عنوان مربی سنگ‌نوردی، کار خود را در این رشته آغاز کرد و در سن ۱۱ سالگی اولین مدال کشوری‌اش را به‌دست‌آورد. از سال ۱۳۹۵ فعالیت محیا دارابیان در مسابقات بین‌المللی آغاز شد و او توانست در ۵ سال متوالی به ۵ مدال طلای سرعت قهرمانی آسیا دست پیدا کند. او اولین زن سنگ‌نورد ایرانی است که در هر ۳ رشته سنگ‌نوردی موفق به کسب مدال طلا در رقابت‌های آسیایی شده‌است.
او همچنین اولین زن ایرانی است که توانسته در مسابقات جهانی سنگ‌نوردی به مدال دست پیدا کند و در این رقابت‌ها توانست عنوان سومی و مدال برنز را از آن خود کند. دارابیان فعالیت حرفه‌ای خود در رشته سنگ‌نوردی را زیرنظر الناز رکابی به عنوان مربی آغاز کرد و بعد از مهاجرت او از زنجان به تهران، مستقلاً تمرینات خود را پیش برد.